# Robustochelia longa
Robustochelia longa är en kräftdjursart som beskrevs av Rosalia Konstantinovna Kudinova-Pasternak 1983. Robustochelia longa ingår i släktet Robustochelia, överfamiljen Paratanaoidea, ordningen tanaider, klassen storkräftor, fylumet leddjur och riket djur. Inga underarter finns listade i Catalogue of Life.